# Sućeska
Sućeska je naselje u općini Srebrenica, Republika Srpska, BiH.

## Stanovništvo
Prema nacionalni sastav stanovništva 1991. godine, svih 338 stanovnika bili su Muslimani.